# Tam An, Phú Ninh
Tam An là một xã thuộc huyện Phú Ninh, tỉnh Quảng Nam, Việt Nam.
Xã Tam An có diện tích 9,50 km², dân số năm 2019 là 6.741 người, mật độ dân số đạt 710 người/km².